# チヂミ
チヂミ（지짐이または찌짐）またはチジミは、朝鮮料理の一つ。様々な食材を溶いた小麦粉などと合わせ、油で平たく焼いた粉食。韓国では主にプチㇺゲ（부침개）やチョン（전、煎）と呼ばれる（後述）。

## 概要
地方によってさまざまなチヂミがあるが、日本で一般的に知られるチヂミは薄く外側はパリっと、内側はもちっとした食感のものであり、タレにつけて食べる。日本では大抵の朝鮮料理店で供されるほか、食品スーパーで「チヂミの粉」が売られている。福岡の一部地域では「警固焼き」と呼ばれ食べられているなど、日本でもなじみ深い料理となっている。
朝鮮ではチヂミをつまみにマッコリを飲むことが好まれるほか、雨の日になるとチヂミを食べる俗習がある。その起源はチヂミを焼く音と雨の降る音が似ているためとも、農作業ができない雨天にチヂミを焼いてマッコリとともに食べていた風習の名残とも言われるが、荒天時は買い物が面倒なため、家にある物で簡単に作れる料理として重宝されたのが習慣化したものとみられる。祭祀に欠かせない料理でもある。
ネギを用いたチョンをパジョン（파전。パはネギの意）と言い、魚介類を加えたものをヘムルパジョン（해물파전、海物-）と言う。釜山広域市東萊地区のパジョンは「東萊パジョン」と呼ばれ、釜山を代表する伝統料理として知られる。

## 呼称
「チヂミ」という呼称は慶尚道などの方言で使われることが多く、韓国の標準語ではプチㇺゲ（プッチㇺゲ、プッチンゲ、부침개）またはチョン（ジョン、전、漢字では煎）と呼ぶ方が一般的である。厳密には、プチㇺゲは食材と溶いた粉を練り混ぜて焼いたもの、チョンは食材に衣を付けて焼いたものという違いがあるが、広義のプチㇺゲにはチョンが含まれ（反対は成立しない）、両者の区別が曖昧な場面もある。日本で「チヂミ」という呼称が定着した背景には、在日韓国・朝鮮人に慶尚道出身者が多かったことが関係すると考えられる。日本では「チヂミ」と「パジョン」が同義であると誤解されることがあるが、先述のとおりパジョンはネギを使ったチョンという意味であり、チヂミと呼ばれうる数あるメニューの一つにすぎない。
日本語としてカタカナ表記する際、現代は四つ仮名を区別しないため、内閣府告示の「外来語の表記」の原則に従えば「チジミ」になるが、「チヂミ」と表記することが定着しており、NHKでも2015年から特例で「チヂミ」と表記している。「韓国風お好み焼き」や「韓国式お好み焼き」とも呼ばれる。
なお、標準語にも「チヂミ」という料理があるが、チゲよりスープが少ない塩辛い煮込み料理を指す。

## 作り方
1. 小麦粉・米粉・水・卵に適当な野菜（ニラ・タマネギ・ニンジン・ネギなど）を混ぜ合わせ、タネを作る。これにキムチを加えると「キムチチヂミ」、イカや海老、カキ、ホタテの貝柱などの海産物を入れると「海鮮チヂミ」になる。お好み焼きよりも水を多めに加え、やや緩めに作るのが薄く焼くコツである。
2. 熱したフライパンに多めのサラダ油を引き、タネを流し入れ、強火で揚げるように焼き、焦げ目が付いたら弱火で火を通す。仕上がり際にフライパンの肌にごま油を垂らすと香ばしくなる。
3. 焼いたチヂミに包丁で切れ目を入れ、タレにつけて食べる。タレは醤油・酢・ごま油・コチュジャン・胡麻・刻みネギなどを好みで合わせて作る。

## ギャラリー

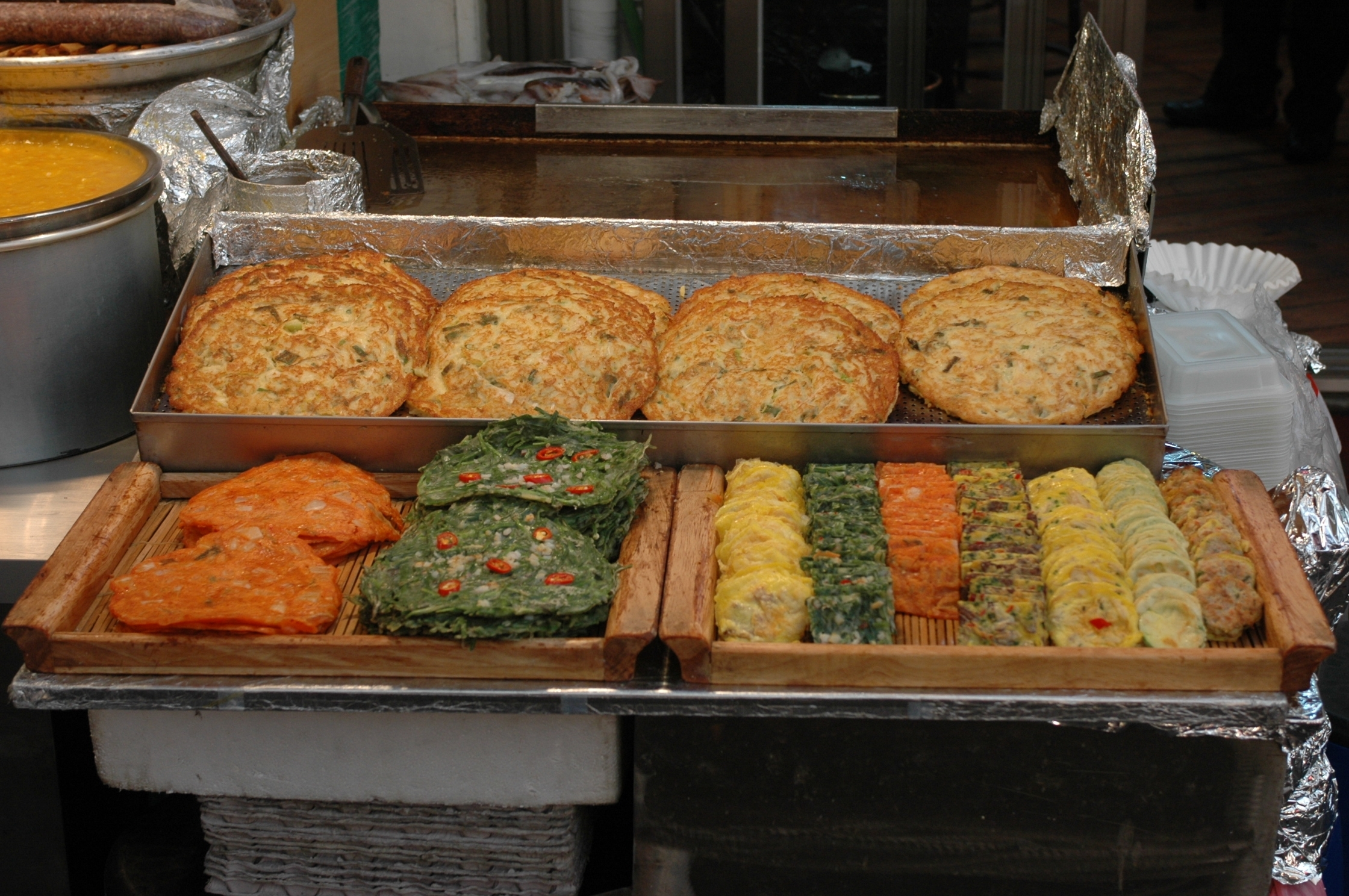
広蔵市場のチヂミ屋台
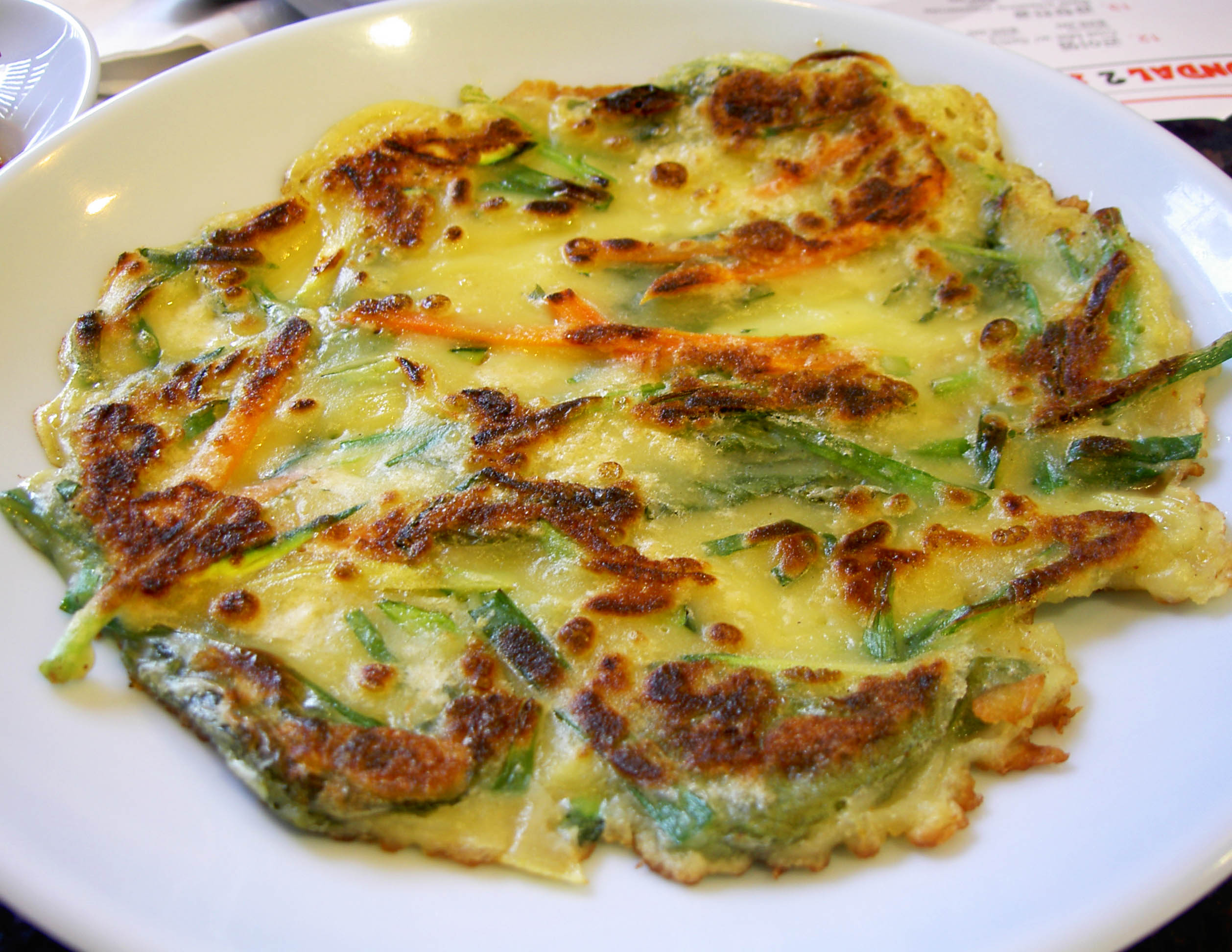
パジョン
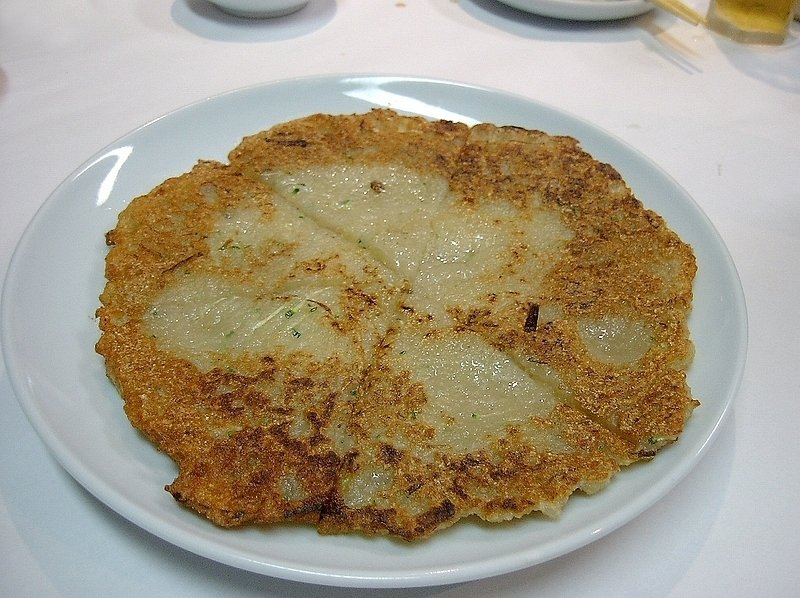
カㇺジャジョン（감자전、ジャガイモチヂミ）
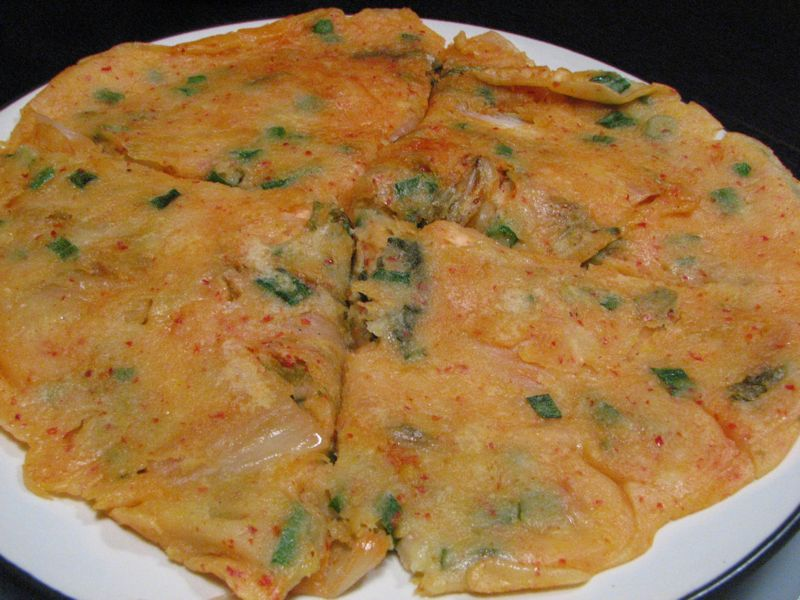
キㇺチブチㇺゲ（김치부침개、キムチチヂミ）
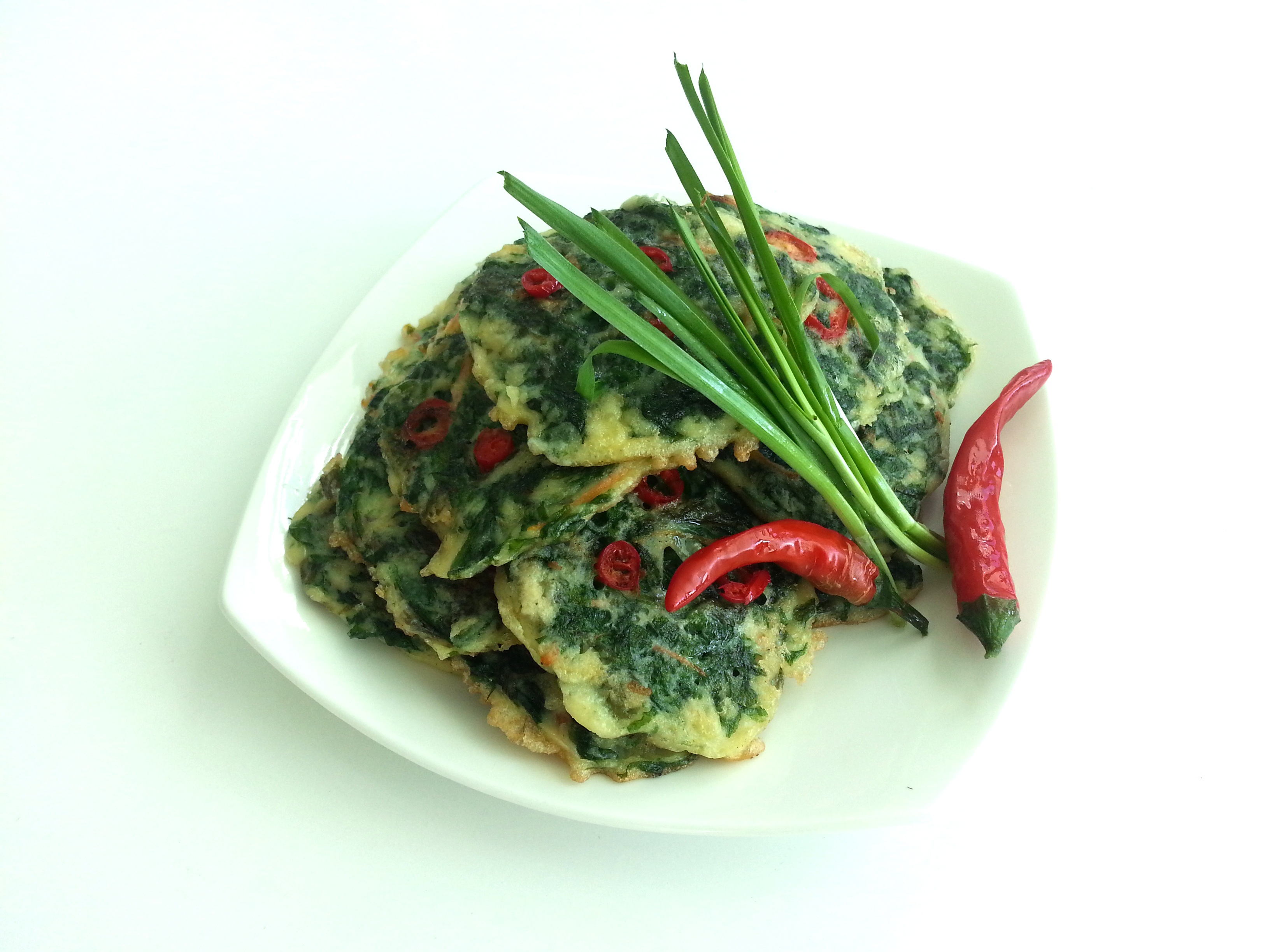
プチュジョン（부추전、ニラチヂミ）
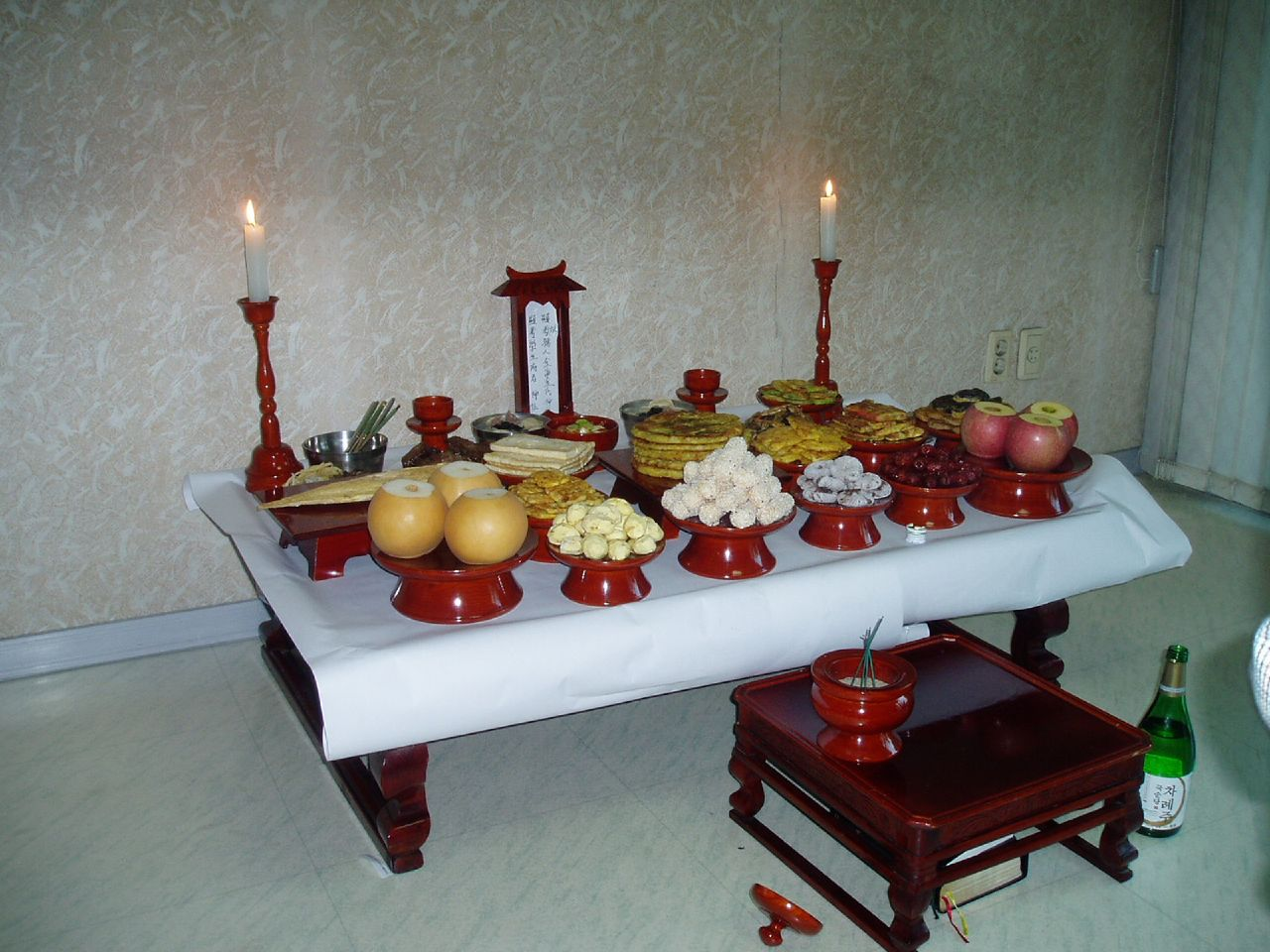
チェサ（제사、儒教式法事）の供物。中央部にチヂミが積まれている。